# Voie navigable Fox-Wisconsin

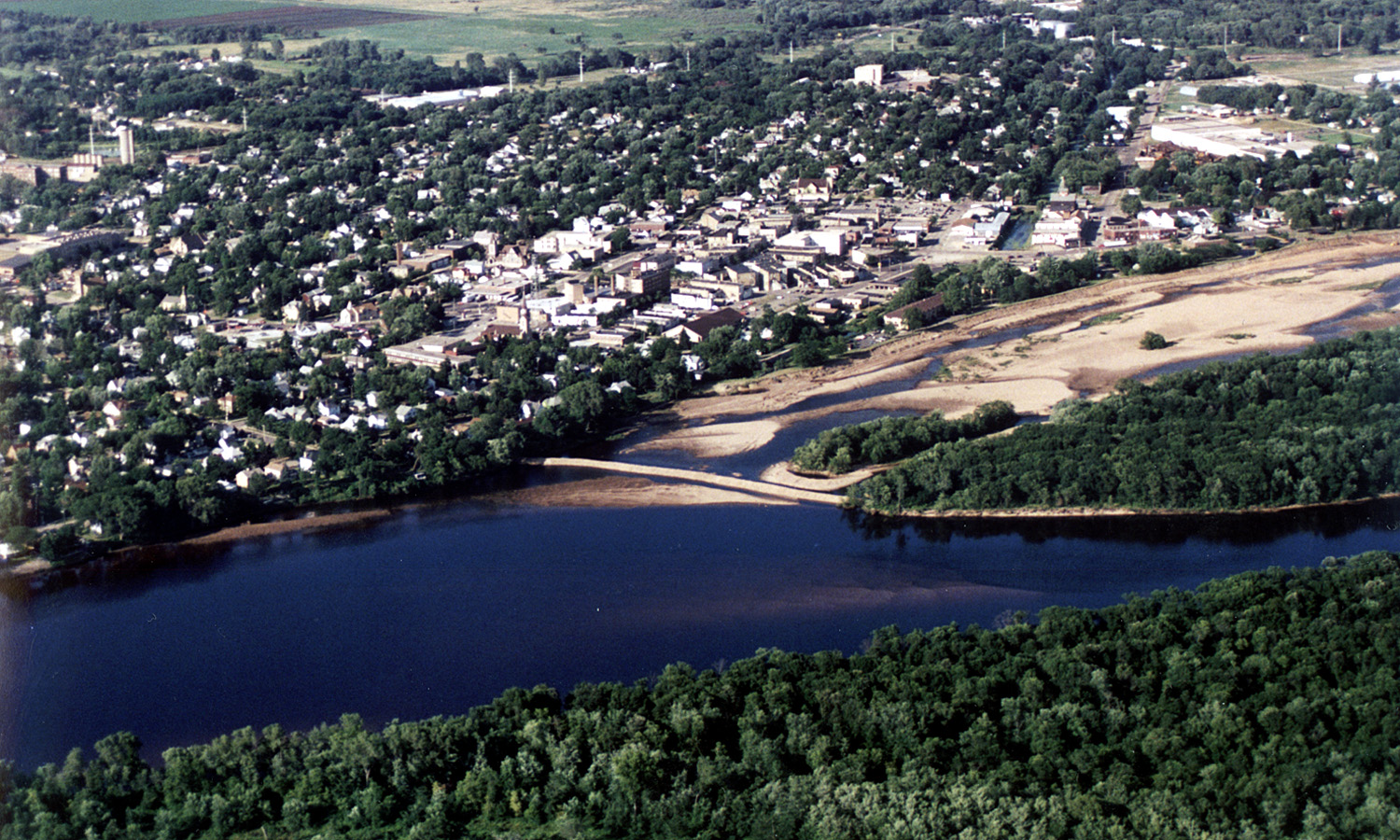
Vue aérienne de Portage (Wisconsin). L'extrémité occidentale de la voie navigable Fox-Wisconsin est visible en haut à droite de la photographie.

La voie navigable Fox-Wisconsin est une voie navigable composée des rivières Fox et Wisconsin. Les premiers européens à la parcourir sont les membres de l'expédition de Marquette et Joliet en 1673, ce fut l'une des principales routes utilisées par les voyageurs allant des Grands Lacs au Mississippi jusqu'à l'achèvement du Canal Illinois et Michigan en 1848.
On parcourait la Fox-Wisconsin avec de petits bateaux et des canoës depuis Green Bay sur le lac Michigan en suivant la Fox jusqu'au lac Winnebago et poursuivant sur la Fox jusqu'à Portage (Wisconsin), où les voyageurs devaient porter leurs embarcations sur quelques kilomètres avant d'atteindre la Wisconsin pour continuer jusqu'à son confluent avec le Mississippi à Prairie du Chien (Wisconsin).
La voie Fox-Wisconsin fut remplacée par des canaux et des chemins de fer au XIXe siècle et n'est plus utilisée comme route fluviale entre le Mississippi et les Grands Lacs.

## Source
- (en) Cet article est partiellement ou en totalité issu de l’article de Wikipédia en anglais intitulé « Fox–Wisconsin Waterway » (voir la liste des auteurs).